# 南投縣私立三育高級中學
南投縣私立三育高級中學（字面意義「台灣復臨書院」），簡稱三育高中，是一所位於南投縣魚池鄉正式立案的私立完全中學。2006年教育部正式立案，該校為基督復臨安息日會全球六千多所學校之一。
該校現與南投縣復臨國際實驗教育機構、三育基督學院、新起點健康中心等同是基督復臨安息日會的機構一起使用整片校園。

## 校史
1951年臺北市新店七張設立台灣三育神道書院初中部。
1964年到1978年間顏榮哲、紀萬鎮、梁正雄為歷任校長。
1979年該校遷校到南投縣魚池鄉現址，校長為艾約翰。
2001年8月南投縣政府教育局核准設立該校實驗學校，改制為三育實驗完全中學。實驗學校首任校長為陳廣惠。
2006年3月校長為陳慕華。
2006年8月教育部核准立案為體制學校，校名更名為南投縣私立三育高級中學。
2011年通過教育部優質高中認證。
著重國際教育與海外美國、日本、韓國、菲律賓、泰國、香港、澳門、中國大陸學校互訪交流。學校發展定向越野運動成效良好屢獲全縣、全國、國際比賽佳績。
2020年起列為原住民重點學校，推動各項原住民族文化教育。參加全國語文競賽、原住民雲端科展獲獎。
2021年起通過教育部戶外教育、永續循環校園、農委會食農教育計畫補助。

## 歷任校長
「三育實驗完全中學」
| 任別 | 姓名   | 任期                | 備註             |
| ---- | ------ | ------------------- | ---------------- |
| 1    | 陳廣惠 | 2001年8月-2003年2月 |                  |
| 2    | 黃家強 | 2003年3月-2005年7月 |                  |
| 代理 | 吳映卿 | 2005年8月-2006年2月 |                  |
| 3    | 陳慕華 | 2006年3月-2007年7月 |                  |
| 代理 | 施素霞 | 2007年8月-2008年1月 | 學務主任代理校長 |
| 代理 | 胡宗怡 | 2008年2月-2008年7月 | 總務主任代理校長 |

「南投縣私立三育高級中學」
| 任別 | 姓名   | 任期                | 備註 |
| ---- | ------ | ------------------- | ---- |
| 1    | 陳忠照 | 2008年8月-2010年7月 |      |
| 2    | 蕭惠蘭 | 2010年8月-2013年7月 |      |
| 3    | 劉嘉雄 | 2013年8月-2016年3月 |      |
| 4    | 朱燕武 | 2016年4月-2020年1月 |      |
| 5    | 劉嘉雄 | 2020年2月-迄今      |      |

## 科系
- 普通科
- 照顧服務科[7]

## 出版
- 每年出版一本名為《伊甸》的畢業紀念冊。
- 2021年起，每年出版一本追憶畢業紀念冊。
- 2021年出版三育特色課程：定向越野教材。

## 校友
- 陳碧松[8]
- 孫慶龍[9]
- 洪千芸[10]
- 動力火車（顏志琳、尤秋興）[11]
- 李湘 (演員)
- 奧威尼·卡露斯

## 圖片集

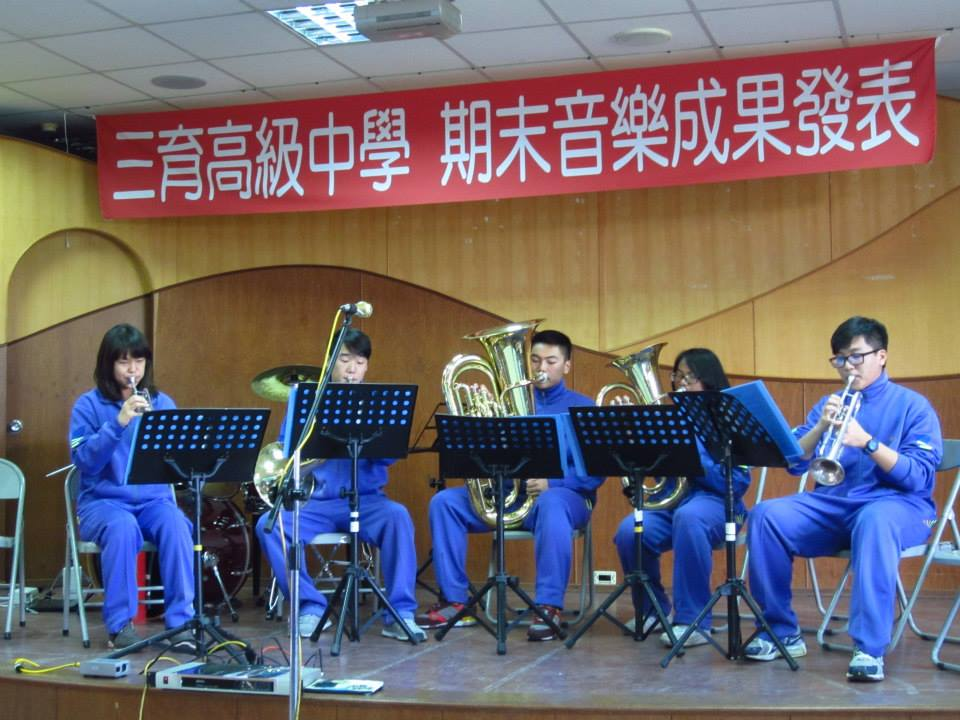
期末音樂會
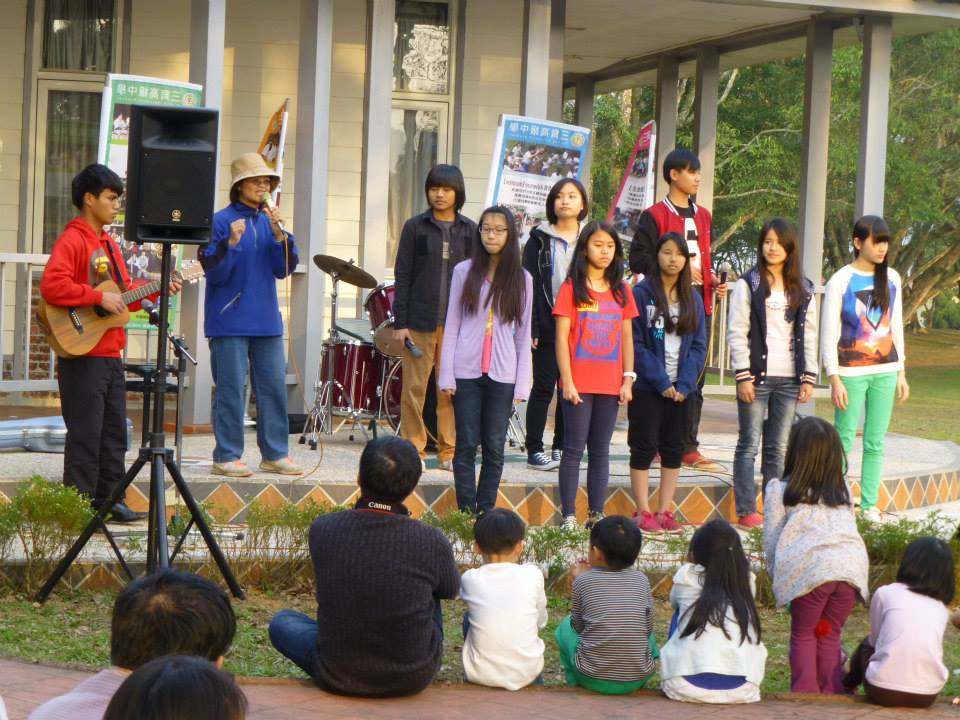
戶外音樂會合唱
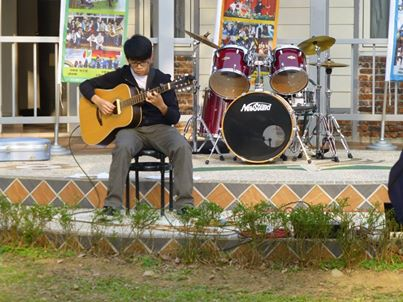
戶外音樂會吉他獨奏
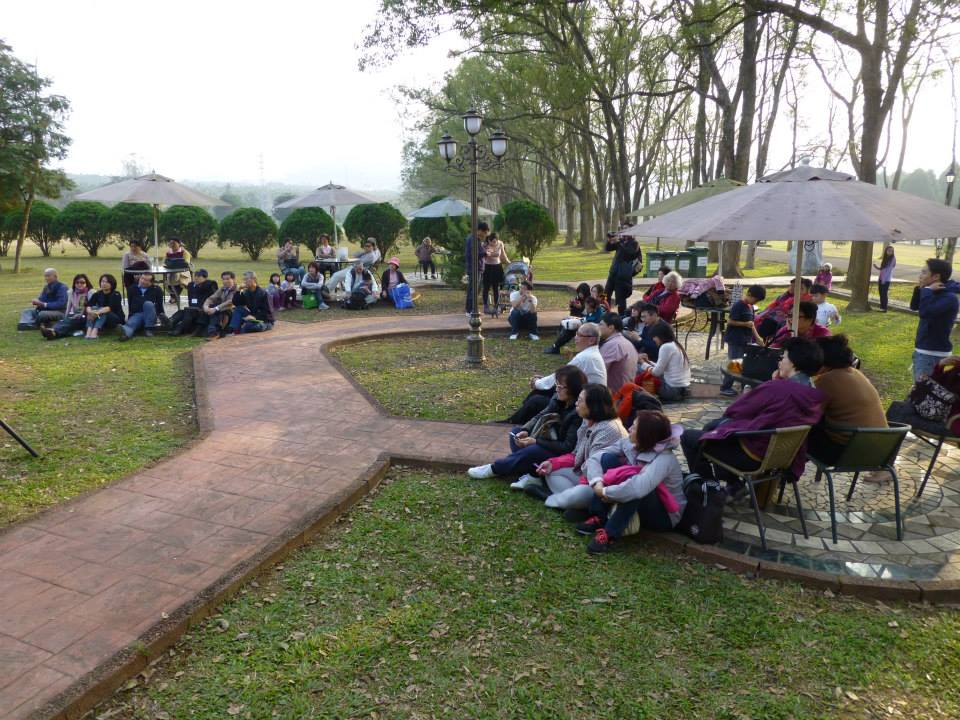
戶外音樂會觀眾
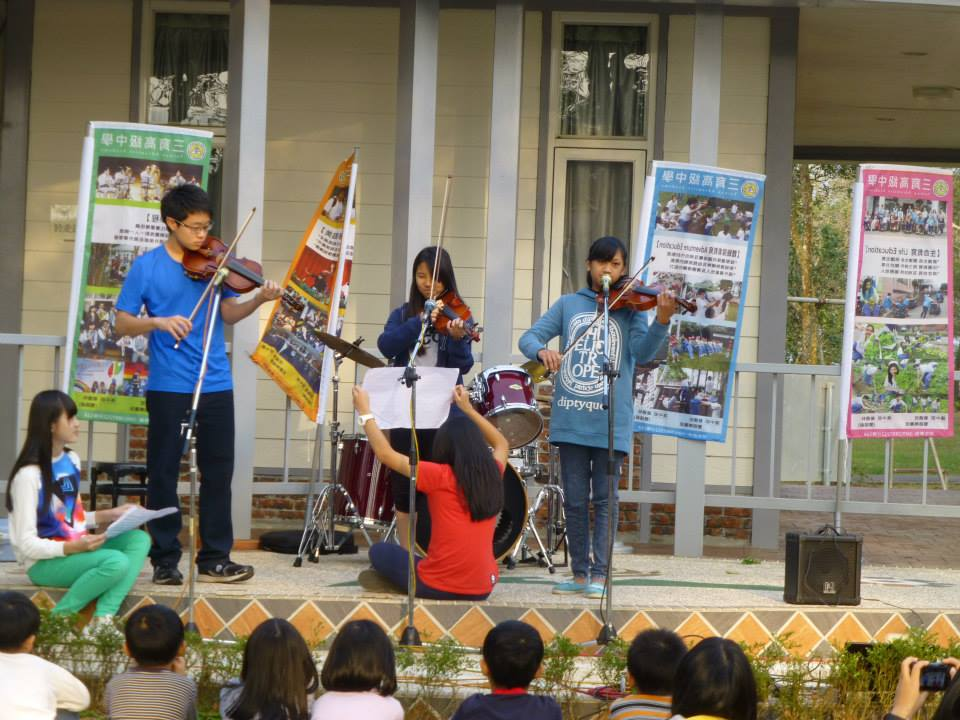
戶外音樂會小提琴三重奏
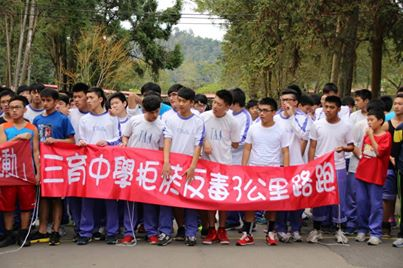
三公里路跑
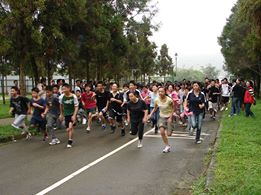
路跑活動一景

## 外部連結
- 三育高中官方網站 （页面存档备份，存于）
- 南投縣私立三育高級中學的Facebook專頁